# Uniwersyteckie Centrum Przyrodnicze w Białymstoku
Uniwersyteckie Centrum Przyrodnicze im. Profesora Andrzeja Myrchy w Białymstoku – placówka muzealna znajdująca się na Wydziale Biologii Uniwersytetu w Białymstoku. Celem Centrum jest prowadzenie działalności ekspozycyjnej i edukacyjnej o tematyce przyrodniczej.

## Historia

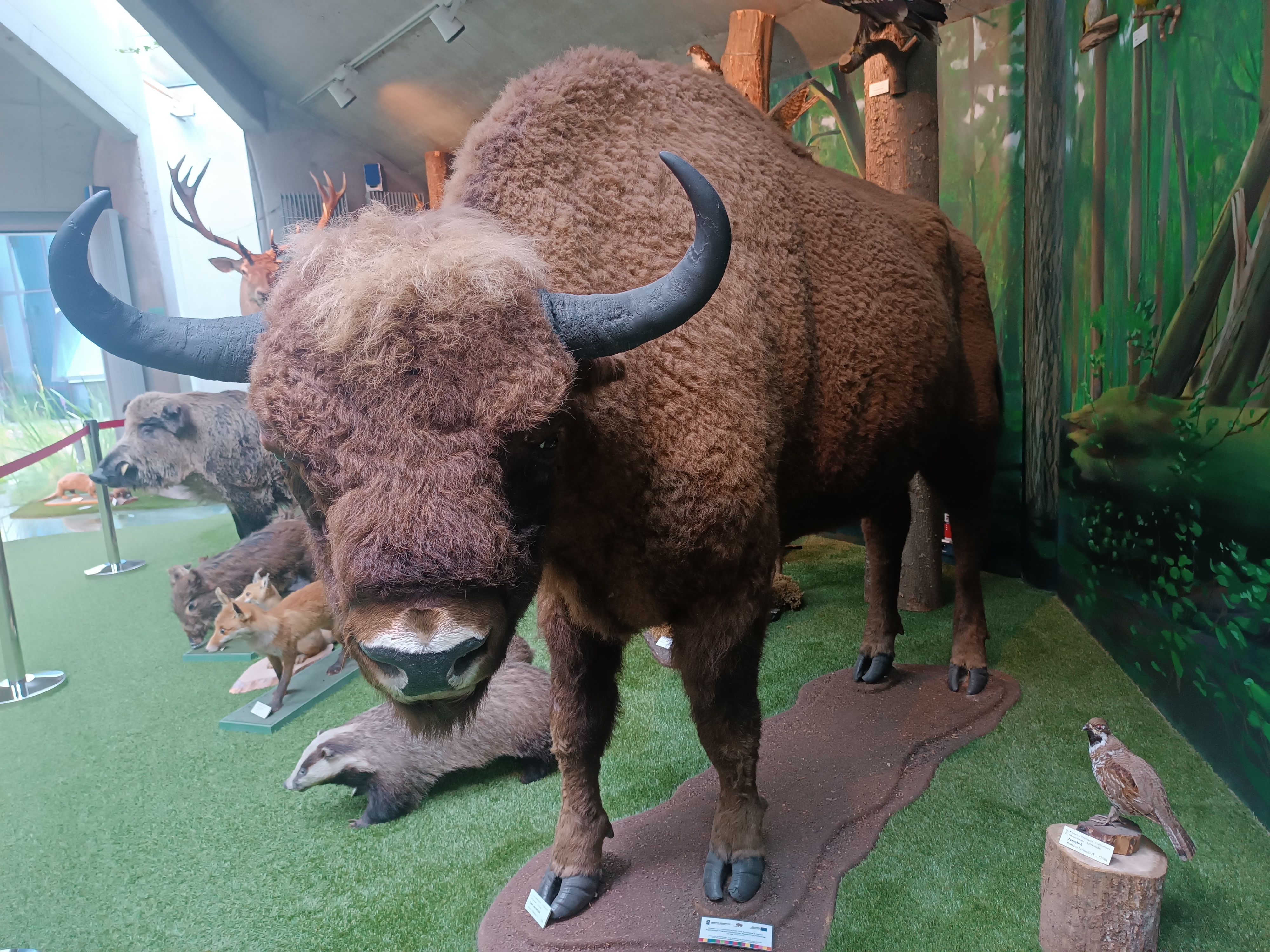
Żubr na wystawie stałej "Przyroda północno-wschodniej Polski"

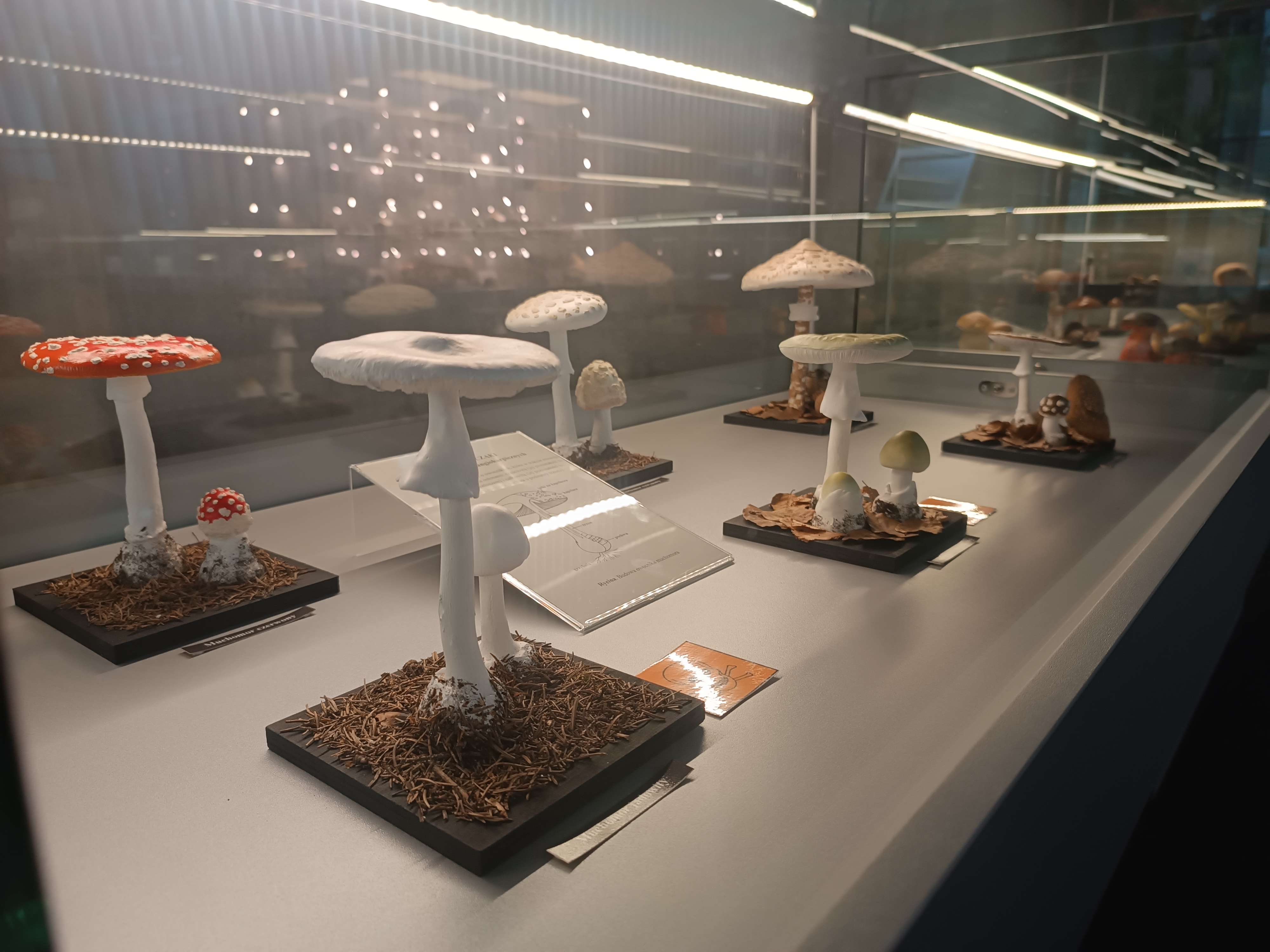
Modele grzybów na wystawie czasowej "Grzyby - Piąte Królestwo"

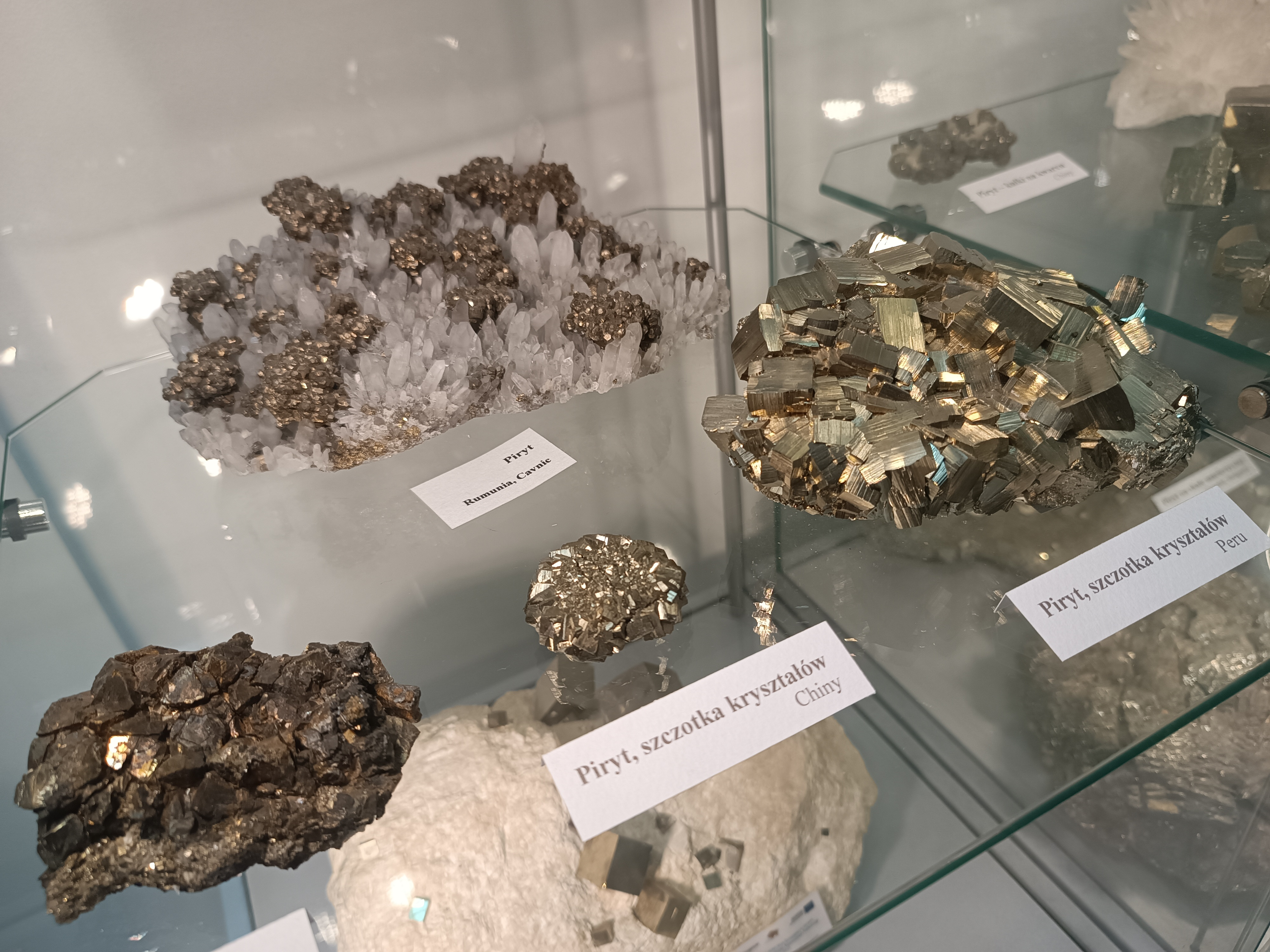
Piryt na wystawie stałej "Minerały, skały i meteoryty"

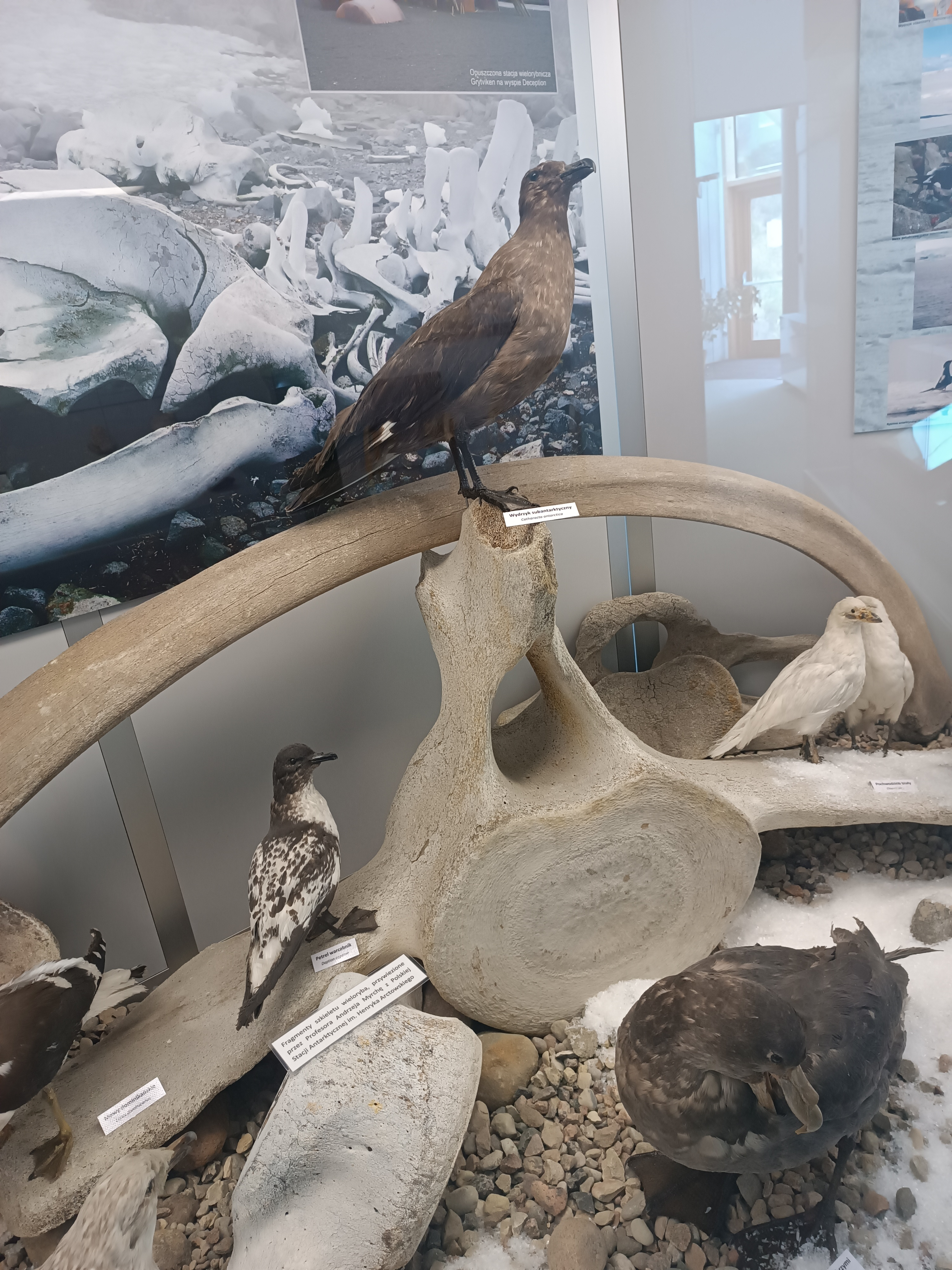
Elementy szkieletu płetwala błękitnego na wystawie stałej "Przyroda rejonów polarnych"

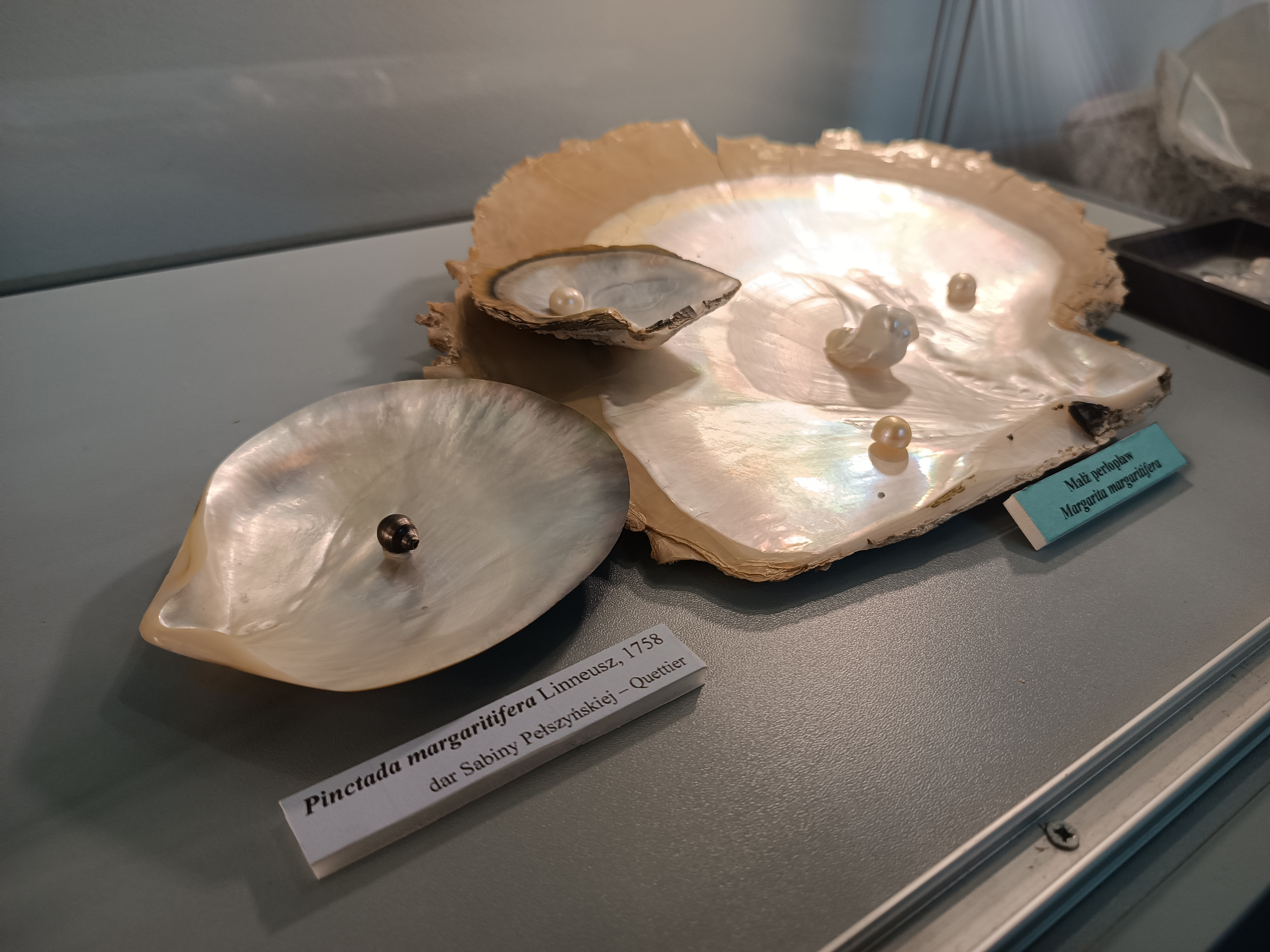
Perły na wystawie stałej "Fauna mórz podzwrotnikowych"

Początki placówki sięgają 1980 roku, kiedy to staraniem prof. Andrzeja Myrchy - przyrodnika i badacza terenów polarnych, zorganizowano w ówczesnej Filii Uniwersytetu Warszawskiego w Białymstoku pierwszą wystawę, poświęconą przyrodzie Antarktydy (bezkręgowce i ptaki). W następnych latach organizowane były kolejne wystawy czasowe. Z uwagi na wielkość zgromadzonych zbiorów, w 1997 roku wystąpiono do władz Filii o przekazanie na cele wystawowe pomieszczeń po likwidowanej stołówce. Wobec pozytywnej odpowiedzi w latach 1998 - 1999 przeprowadzono remont pomieszczeń. Jeszcze przed rozpoczęciem prac, 27 października 1997 roku, zmarł prof. Andrzej Myrcha. W uznaniu jego zasług senat nowo powołanego Uniwersytetu podejmując w dniu 29 września 1999 roku uchwałę o powołaniu muzeum, nadał powstającej placówce jego imię. Oficjalne otwarcie muzeum miało miejsce 26 października 1999 roku. Do kwietnia 2013 roku placówka działała jako Uniwersyteckie Muzeum Przyrodnicze, natomiast obecnie nosi nazwę Uniwersyteckiego Centrum Przyrodniczego. Od czerwca 2015 roku Centrum prowadzi działalność w nowej siedzibie przy ul. Ciołkowskiego 1J (kampus uniwersytecki). Przez wiele lat dyrektorem Centrum był mgr Wiesław Mikucki - współpracownik prof. Andrzeja Myrchy i kontynuator myśli powstania i rozwoju Uniwersyteckiego Centrum Przyrodniczego na Uniwersytecie w Białymstoku. Obecnie dyrektorem jest dr Anna Matwiejuk.

## Działalność
W ramach muzealnych ekspozycji prezentowane są następujące wystawy stałe:
- Przyroda północno-wschodniej Polski,
- Skamieniałości z osadów polodowcowych,
- Przyroda rejonów polarnych,
- Fauna mórz podzwrotnikowych,
- Minerały, skały i meteoryty,
- Życie na Ziemi – zarys dziejów,
- Filogeneza zwierząt tkankowych,
- Ewolucja naczyniowych roślin lądowych,
- Rośliny chronione i charakterystyczne Podlasia,
- Stawonogi tropikalne,
- Śladami naszych przodków,
- Egzotyczne zwierzęta żywe - terraria.

Przed siedzibą muzeum znajduje się lapidarium głazów narzutowych, przyniesionych przez lądolód skandynawski.
Oprócz działalności wystawienniczej (wystawy stałe i czasowe), Centrum prowadzi działalność naukową, badawczą oraz edukacyjną (lekcje muzealne, warsztaty, wykłady). Centrum Przyrodnicze uczestniczy także w takich wydarzeniach jak Podlaski Festiwal Nauki i Sztuki, Piknik Naukowy Polskiego Radia i Centrum Nauki Kopernik czy Noc Muzeów.
Zwiedzanie ekspozycji jest możliwe od poniedziałku do piątku. Bilety można kupić online lub na miejscu.